# Contea di Stark (Illinois)
La contea di Stark ( in inglese Stark County ) è una contea dello Stato dell'Illinois, negli Stati Uniti. La popolazione al censimento del 2000 era di 6 332 abitanti. Il capoluogo di contea è Toulon.